# Jaroslav Jambor
Jaroslav Jambor (* 4. prosince 1943) je bývalý slovenský fotbalista, útočník. Po skončení aktivní kariéry působí jako trenér a fotbalový funkcionář, působil jako prezident Únie futbalových trénerov Slovenska.

## Fotbalová kariéra
Začínal v Trenčianské Turné, jako dorostenec přestoupil do Jednoty Trenčín. Během vojny působil 4 měsíce v Dukle Praha a pak v Dukle Olomouc. Po vojně přestoupil do TŽ Třinec. Po dvou letech přestoupil do ligového týmu TJ SU Teplice. Po roce v Teplicích hrál za Litvínov a TJ Gottwaldov. Do ligy se vrátil do Jednoty Trenčín. Za Teplice ve 3 ligových utkáních a dal 1 gól.

## Ligová bilance
| Ročník                                   | Zápasy | Góly | Klub            |
| ---------------------------------------- | ------ | ---- | --------------- |
| 1. československá fotbalová liga 1966/67 | 3      | 1    | SU Teplice      |
| 1. československá fotbalová liga 1969/70 | 1      | 0    | Jednota Trenčín |
| CELKEM                                   | 4      | 1    |                 |